# Вулиця Авіаконструктора Ігоря Сікорського
Ву́лиця Авіаконстру́ктора І́горя Сіко́рського — вулиця у Шевченківському районі м. Києва, місцевість Волейків. Пролягає від вулиці Жамбила Жабаєва до Магістральної вулиці.
До вулиці прилучається залізничний шляхопровід (ділянка між з. п. Рубежівський і з. п. Сирець), її продовженням є Черкаська вулиця.

## Історія
Вулиця Авіаконструктора Ігоря Сікорського виникла в середині XX століття під назвою Нова, з 1957 року — Танкова. Сучасна назва на честь авіабудівника Ігоря Сікорського — з 2011 року.

## Пам'ятники

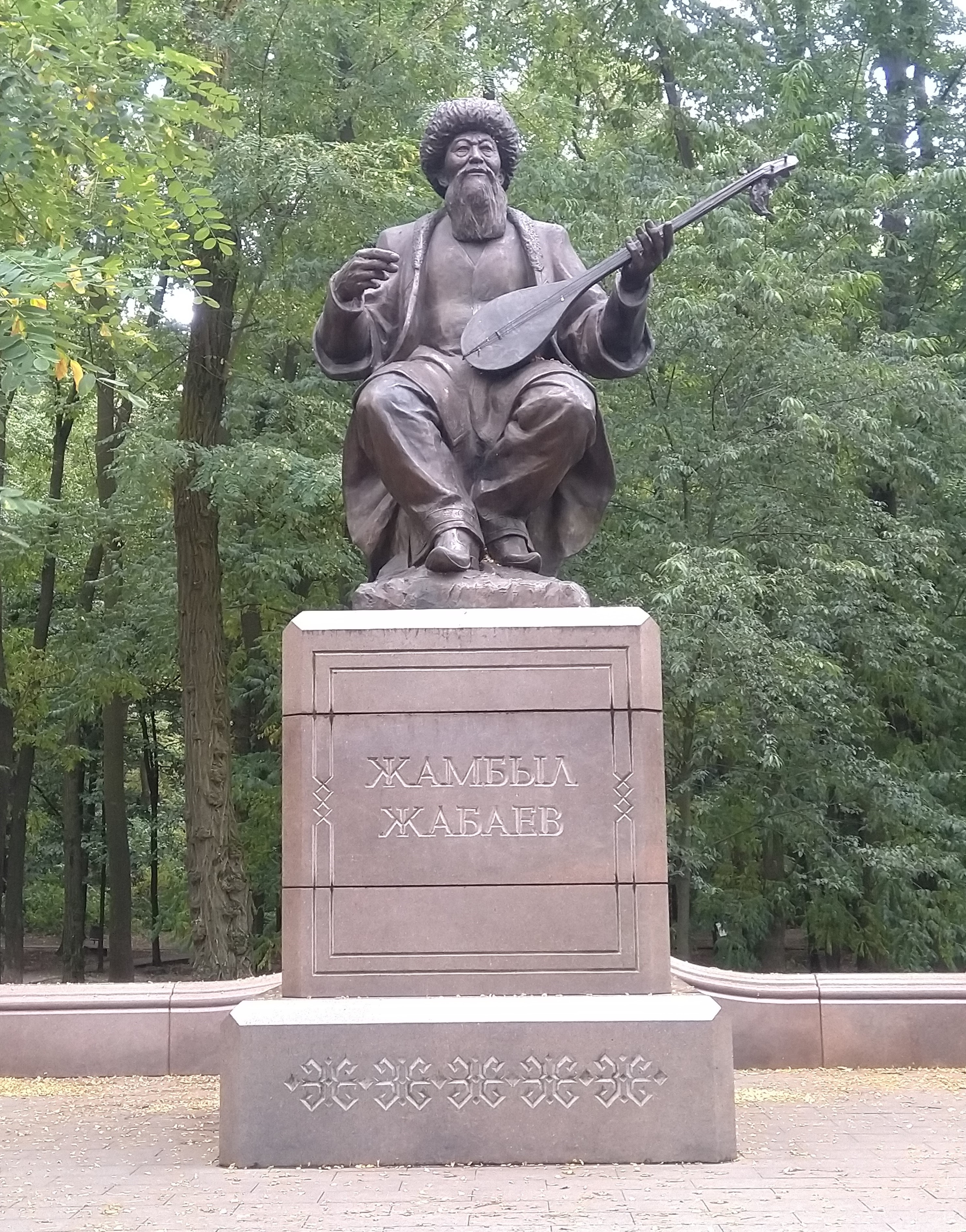
Пам'ятник Жамбилу Жабаєву у парку «Нивки»

У квітні 2012 року на території парку «Нивки», що прилучається до вулиці, неподалік від перетину з вулицею Жамбила Жабаєва, за ініціативи посольства Казахстану в Україні встановлено пам'ятник казахському народному співаку-акину Жамбилу Жабаєву.

## Установи
- Посольство США в Україні
- Представництво НАТО в Україні